# Texaco/Havoline Grand Prix of Denver 1991
Texaco/Havoline Grand Prix of Denver 1991 var ett race som var den tolfte deltävlingen i PPGN IndyCar World Series 991 Racet kördes den 25 augusti på Denvers gator. Al Unser Jr. tog hem segern, och eftersom mästerskapsledande Bobby Rahal tvingades bryta så låg Unser bara tolv poäng bakom sin teamkamrat i Galles-Kraco Racing. Emerson Fittipaldi slutade på andra plats, medan Michael Andretti tog sig upp som tvåa totalt, efter att ha slutat som trea.

## Slutresultat
| Plats | Förare                | Team                     | Grid | Kvaltid  |
| ----- | --------------------- | ------------------------ | ---- | -------- |
| 1     | Al Unser Jr.          | Galles-Kraco Racing      | 3    | 1.26,919 |
| 2     | Emerson Fittipaldi    | Marlboro Team Penske     | 4    | 1.27,146 |
| 3     | Michael Andretti      | Newman/Haas Racing       | 1    | 1.25,856 |
| 4     | Eddie Cheever         | Chip Ganassi Racing      | 6    | 1.27,785 |
| 5     | Scott Pruett          | Truesports Co.           | 9    | 1.28,719 |
| 6     | Willy T. Ribbs        | Walker Racing            | 13   | 1.29,138 |
| 7     | John Andretti         | Hall/VDS Racing          | 12   | 1.28,851 |
| 8     | Rick Mears            | Marlboro Team Penske     | 8    | 1.28,267 |
| 9     | Buddy Lazier          | Dale Coyne Racing        | 16   | 1.30,069 |
| 10    | Tony Bettenhausen Jr. | Bettenhausen Motorsports | 20   | 1.31,148 |
| 11    | John Jones            | Arciero Racing           | 24   | 1.33,365 |
| 12    | Jeff Andretti         | Bruce Leven Racing       | 18   | 1.30,150 |
| 13    | Jeff Wood             | Euromotorsport           | 22   | 1.31,236 |
| 14    | Hiro Matsushita       | Dick Simon Racing        | 21   | 1.31,154 |
| 15    | Mario Andretti        | Newman/Haas Racing       | 5    | 1.27,403 |
| 16    | Scott Brayton         | Dick Simon Racing        | 15   | 1.29,826 |
| 17    | Randy Lewis           | Dale Coyne Racing        | 19   | 1.32,651 |
| 18    | Danny Sullivan        | Patrick Racing           | 14   | 1.29,307 |
| 19    | Roberto Guerrero      | Bernstein's King Sports  | 14   | 1.29,307 |
| 20    | Bobby Rahal           | Galles-Kraco Racing      | 2    | 1.26,152 |
| 21    | Ted Prappas           | P.I.G. Racing            | 19   | 1.30,310 |
| 22    | Arie Luyendyk         | Vince Granatelli Racing  | 7    | 1.28,141 |
| 23    | Didier Theys          | Leader Cards Racing      | 17   | 1.30,127 |
| 24    | Scott Goodyear        | UNO Racing               | 11   | 1.28,804 |